# ハンブルク＝アルトナ駅

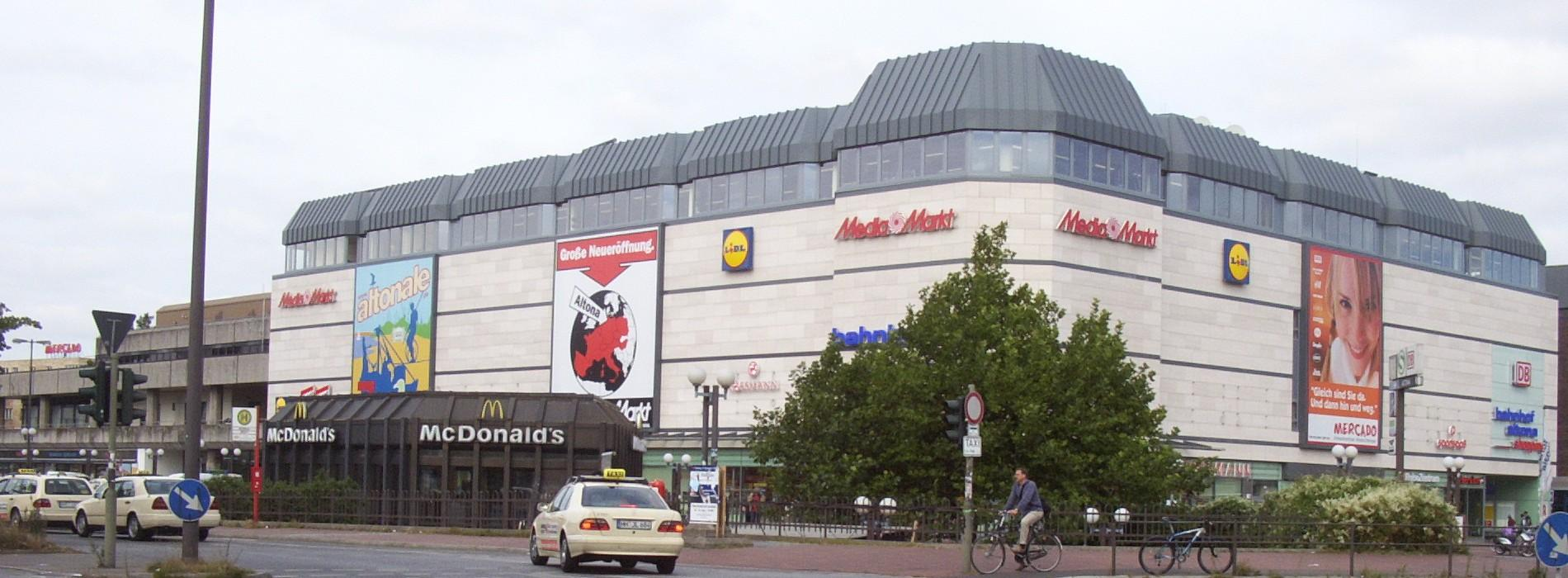
駅舎外観（2005年）

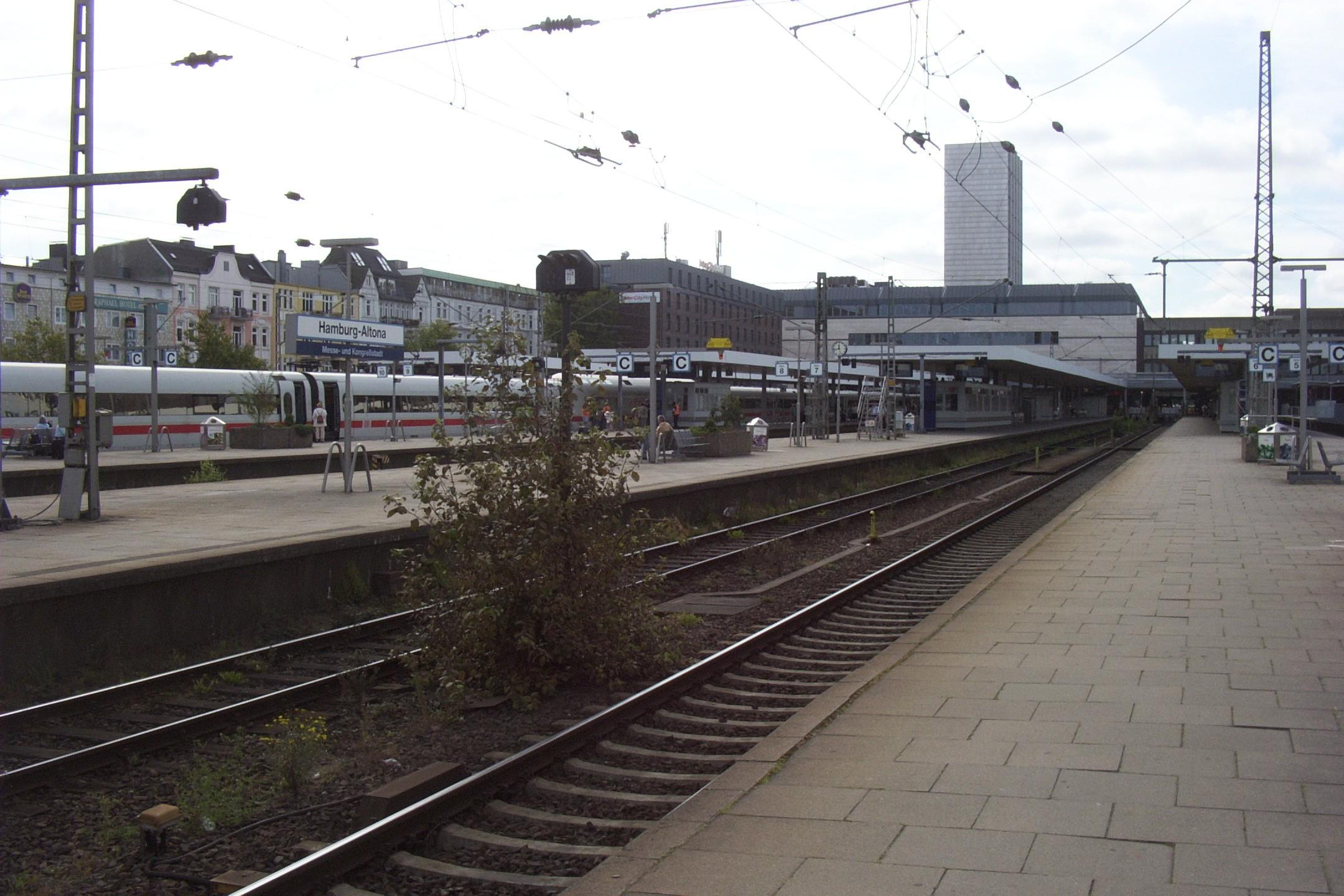
ホーム

ハンブルク゠アルトナ駅 (ハンブルク゠アルトナえき、独: Bahnhof Hamburg-Altona) は、ドイツのハンブルク゠アルトナにある鉄道駅。行き止まり式の頭端駅である。近くに車両基地や貨物ヤードがあり、ICEなどの高速列車、各国を結ぶ国際列車のターミナル駅としての役割を果たしている。東にハンブルク中央駅があり、電車で10分程度で行くことができる。乗降客数はハンブルク中央駅の方が多い。

## 歴史
1844年、未だデンマークの支配下に在ったホルシュタイン公国南部の都市アルトナに建てられた駅が起源であり、これによってアルトナとバルト海沿いの軍港キールとが鉄道で結ばれることになった。当時はまだドイツ帝国が成立しておらず、アルトナとエルベ川東岸のハンブルクは別の国家に属していたが、ドイツ統一の過程におけるシュレースヴィヒ゠ホルシュタイン戦争及び普墺戦争を通じて、両都市はより緊密に結びつけられていった。ドイツ帝国成立後の1898年には新駅舎が完成した。
プロイセンの行政下に置かれていたアルトナは、1938年のナチス・ドイツ政権下における行政区域改革によりハンブルクと合併することになった。それに際して駅名もアルトナ駅からハンブルク゠アルトナ駅へと改められている。第二次世界大戦では駅舎が激しく損傷したが、1950年代にかつてと同じ形状で復興された。その後、路線の増加にあわせて駅舎のさらなる近代化が図られた。現在の駅舎は1979年の改築によって建てられたものである。